# Gare de Greystones
Pour les articles homonymes, voir Greystones.
La gare de Greystones est une gare ferroviaire du Dublin Area Rapid Transit (DART). Greystones est une ville du comté de Wicklow en république d’Irlande desservie par les transports en commun depuis la capitale Dublin.

## Situation sur le réseau
La station précédente est la gare de Bray Daly.
La gare de Greystones constitue le terminus côté sud de la ligne.